# Reixa pantalla

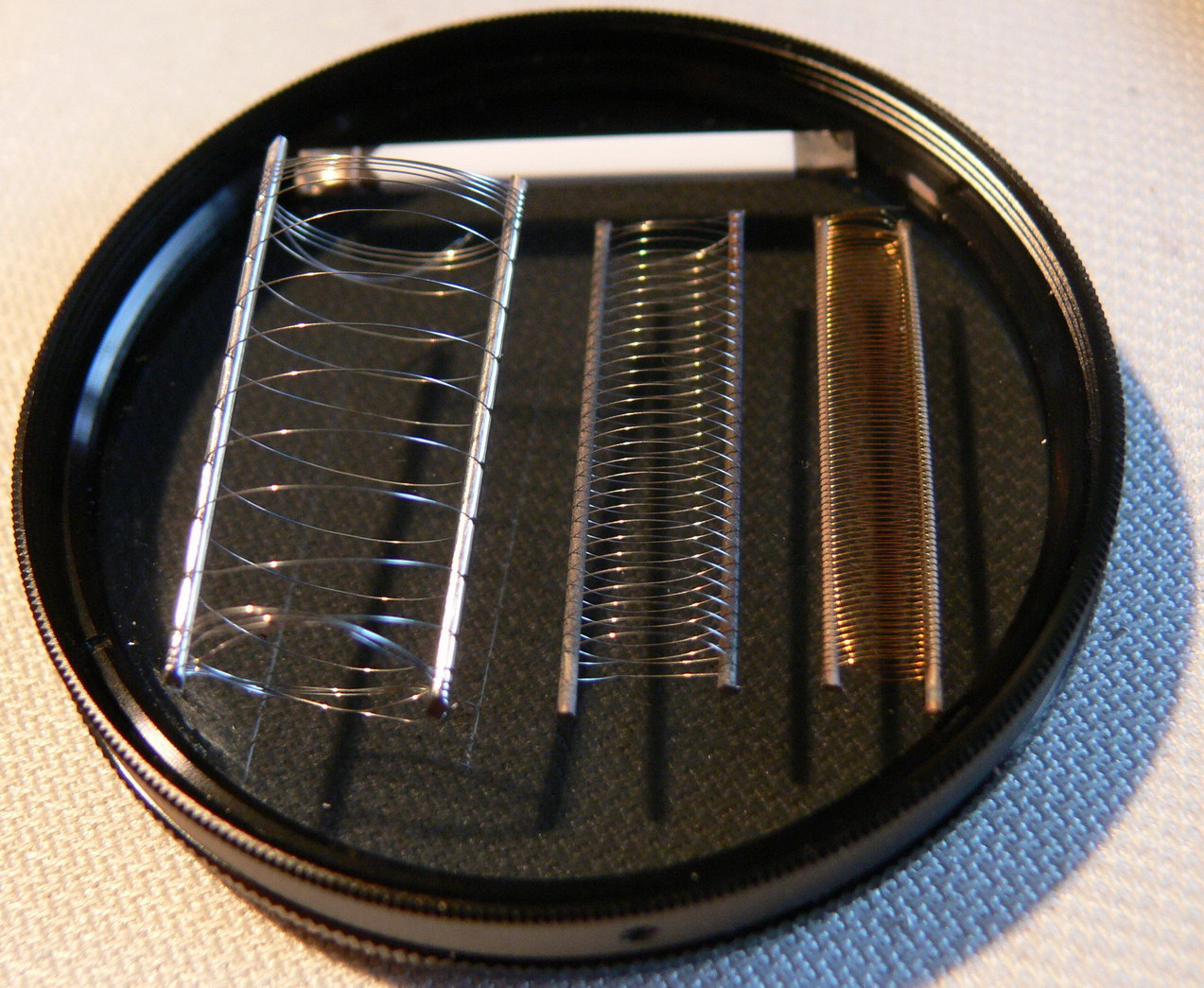
Reixeta de la pantalla d'una EL84 al centre de la foto

La reixa de pantalla  és un de les cinc elèctrodes d'un pèntode.  La reixeta pantalla és la segona reixa en els tubs de reixetes múltiples, i està situada entre el càtode i l'ànode.
És de construcció el·líptica o circular (depenent del format del càtode), amb la secció perpendicular al càtode, que queda a l'eix central. Com el nom implica, la reixeta es fa amb filferro en forma d'espiral. Està situada entre la reixa de control i l'ànode i transforma així un tríode en un tètrode. La reixa pantalla està normalment connectada a l'alta tensió a través d'una resistència desacoblada per un condensador connectat a massa. La reixeta pantalla actua com un blindatge entre la reixa de control i l'ànode i així en redueix la capacitància entre aquests dos elements, fet que permet el funcionament a freqüències més altes. Hi ha tubs de buit amb més d'una reixa pantalla, que estan normalment connectades entre si.